# Totò cerca pace
Totò cerca pace é um filme italiano de 1954, dirigido por Mario Mattoli.

## Sinopse
Dois viúvos decidem casar-se, mas a sua decisão só encontra obstáculos nos netos, que tentam colocá-los um contra o outro... isto até o casal fingir que está morto, para expor os interesses dos familiares na sua herança.

## Elenco
- Totò: Gennaro Piselli
- Ave Ninchi: Gemma Torresi
- Enzo Turco: Pasquale
- Paolo Ferrari
- Isa Barzizza: Nella Caporali